# Fatmata Fofanah
Fatmata Fofanah (Freetown, Serra Leoa, 10 de junho de 1985) é uma atleta guineense, especialista em 100 metros com barreiras, que em 2009 optou por se tornar cidadã do Barém. Nascida no meio da Guerra Civil da Serra Leoa, viveu na Guiné e, mais tarde, nos Estados Unidos, onde despontou para o atletismo. Foi campeã africana de 100 m barreiras em 2008.
Chamada a representar a Guiné nos jogos Olímpicos de Pequim 2008, onde foi também a porta-bandeira do seu país, acabou por ter uma exibição decepcionante ao caír na primeira barreira da corrida eliminatória.

## Melhores marcas pessoais
- 100 metros com barreiras - 12.96 s (2007)
- 60 metros com barreiras - 8.04 s (2008)
- 60 metros - 7.91 s (2008)